# William L. Hendricks
William „Bill“ L. Hendricks (* 3. Mai 1904 in Grande Prairie; † 29. März 1992 in Burbank, Kalifornien) war ein US-amerikanischer Offizier und Produzent von Trick-, Kurz- und Dokumentarfilmen.

## Karitative Arbeit als Offizier
Hendricks besuchte das St. John’s College und betätigte sich anschließend in Diensten der Warner Bros. als Werbeleiter für deren Kinosäle an der Westküste. Bald übernahm er auch deren Management. Während seines Kriegsdienstes zum Oberst des United States Marine Corps Reserve aufgestiegen, rief Hendricks, inspiriert durch eine Idee seiner Ehefrau Diane, 1947 das karitative Projekt Toys for Tots ins Leben, mit dem USA-weit Spielzeug für bedürftige Kinder gesammelt werden sollte. Gleich im Anschluss daran engagierte sich Hendricks in einer weiteren karitativen Einrichtung, dem sog. Friendship Train, mit dem die USA Güter von privaten US-Spendern in die kriegszerstörten Länder Frankreich und Italien beförderten. Auch an dem reibungslosen Ablauf der französischen Antwort Merci Train, in dem 1949 Güterzugladungen von Geschenken an die USA als Dank für die Befreiung von der deutschen Besatzung überbracht wurden, war Colonel Bill Hendricks beteiligt.

## Wirken beim Film
Hendricks Filmkarriere startete mit Beginn der 1960er Jahre. 1961 produzierte er den propagandistisch ausgerichteten Marine Corps-Werbefilm A Force in Readiness, für den Hendricks im Jahr darauf einen Ehrenoscar erhielt. In der pathetischen Begründung hieß es: „For his outstanding patriotic service in the conception, writing and production of the Marine Corps film, A Force in Readiness, which has brought honor to the Academy and the motion picture industry.“ Ein weiteres Jahr darauf, 1963, erhielt Hendricks eine Oscarnominierung für die Herstellung des kurzen Dokumentarfilms The John Glenn Story.
Von 1967 bis 1969 diente Henricks Warner Bros. als Studioleiter der Zeichentrickabteilung. In dieser Funktion stellte er eine Reihe von Looney-Tunes-Produktionen her, darunter auch mehrere Bugs-Bunny-Kurzfilmprogramme. Einhergehend mit seiner Pensionierung erhielt Hendricks für sein Toys for Tots-Programm 1969 den militärischen Orden Legion of Merit. Bis 1977 übernahm Hendricks im Auftrag von Warner Bros. weiterhin die Überwachung von deren Animationsfilmprogramm, so auch zuletzt bei den beiden Bugs Bunny-Specials Bugs Bunny Easter Specials und Bugs Bunny in Space.
Seit 1988 war Bill L. Hendricks verwitwet, die Ehe blieb kinderlos.